# Restio occultus
Restio occultus är en gräsväxtart som först beskrevs av Maxwell Tylden Masters, och fick sitt nu gällande namn av Neville Stuart Pillans. Restio occultus ingår i släktet Restio och familjen Restionaceae. Inga underarter finns listade i Catalogue of Life.